# Пловдивски рубин
Пловдивски рубин е червен десертен сорт грозде, селектиран през 1968 г. във ВСИ „Васил Коларов“ в Пловдив от Куртев и Д. Бабриков чрез кръстосване на кръстоска на сортовете Чауш (сорт грозде) и Марсилско ранно със сорта Кардинал.
Утвърден е като нов сорт със Заповед № 120/15 януари 1980 г.
Лозите са силно растящи, гроздето узрява през втората половина на август. Добивен сорт: добивът от лоза при формировка Омбрела е 12,2 кг, а от декар – 2500 кг.
Гроздът е голям (510 г.), коничен, крилат, най-често с едно крило, полусбит до рехав. Зърната са едри (5,1 г.), овални, слабо продълговати със средно дебела покрита с обилен восъчен налеп крехка тъмночервена кожица. Консистенцията е месеста, сладка, с приятен вкус.
Гроздето съдържа 15 % захари 6,4 г./л. киселини. Зърното е устойчиво на напукване и гниене притежава добра транспортабилност.